# 원피스 10기
일본 애니메이션 《원피스》 9기 '스릴러 바크 편'(スリラーバーク編)은 오다 에이치로의 원작 만화를 기반으로 도에이 애니메이션이 제작하고 사카이 무네히사가 감독한 열 번째 시즌이다. 2008년 일본 후지 TV에서 처음 방송되었으며, 회차는 총 45회 (337화~381화)에 달한다.
일본에서는 2008년 1월 6일부터 2008년 12월 14일까지 후지 텔레비전에서 방영되었으며, 2009년 10월 7일에는 전편이 수록된 단일 DVD가 출시되었다. 380화부터는 16:9 비율로 레터박스를 적용한 첫 시즌이 되었다. 대한민국에서는 2013년 대원방송에서 더빙판으로 처음 방영하였으며, 이전 시즌들과의 분량 배분을 위해 11기로 명명하고 384화까지 총 48회에 걸쳐 방영하였다. 
스릴러 바크 편에서는 밀짚모자 해적단이 으스스한 안개 속에서 해골 검사 브룩을 만나 동료로 삼는 과정을 다루고 있다. 바다를 떠다니는 공포의 섬 '스릴러 바크'에 우연히 상륙한 밀짚모자 해적단은 그림자 능력을 부리는 칠무해 겟코 모리아가 몽키 D. 루피의 그림자를 빼앗으면서 격돌하게 된다. 밀짚모자 일당이 모리아의 간부들을 모두 처치하자 이성을 잃은 모리아가 그림자 천 개를 먹고 강력해지지만, 루피의 제트 바주카에 의해 자멸한다. 이후 밀짚모자 일당은 모리아의 뒷처리를 하러 온 바솔로뮤 쿠마와 대립한다.
원피스 10기에서 사용된 오프닝곡은 2곡이다. 337화~372화는 5050의 〈Jungle P〉가, 373화부터는 동방신기의 〈위 아! 원피스 애니메이션 10주년 버전〉 (ウィーアー! 〜アニメーション ワンピース10周年Ver.〜)가 사용되었다. 이는 제목에서 알 수 있듯 애니메이션 방영 10주년을 맞이하여 첫 시즌의 첫 오프닝곡인 기타다니 히로시의 〈위 아!〉 (ウィーアー!)를 커버한 것이다. 대한민국의 대원방송판에서는 오프닝곡으로 코요태의 〈우리의 꿈〉이, 엔딩곡으로 신지의 〈나를 너에게〉가 사용되었다.